# Depositogarantiestelsel

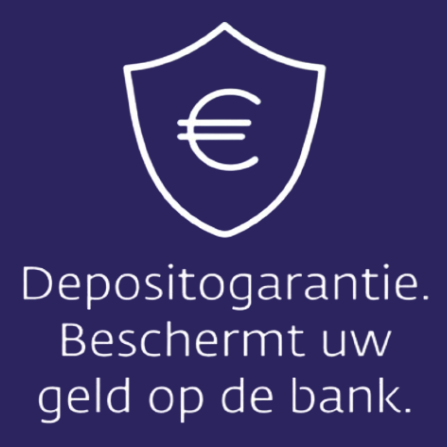
Logo voor het Nederlandse depositogarantiestelsel dat gebruikt wordt in campagnes van De Nederlandsche Bank.

Een depositogarantiestelsel (DGS), kortweg de depositogarantie, biedt een bepaalde bescherming voor de tegoeden van de rekeninghouders als een bank failliet gaat. Alle lidstaten van de Europese Unie hebben op de een of andere manier een depositogarantiestelsel, om te voldoen aan Europese richtlijnen.
Het Nederlandse depositogarantiestelsel is geregeld in de Wet op het financieel toezicht, die op 1 januari 2007 van kracht werd, en het Besluit bijzondere prudentiële maatregelen, beleggerscompensatie en depositogarantie Wft, § 6.4. In België is een soortgelijke regeling van toepassing. Deze regeling wordt uitgevoerd door het Beschermingsfonds voor deposito's en financiële instrumenten.

## Europese rol
Binnen Europa zijn nationale depositogarantiestelsels de afgelopen jaren steeds verder op elkaar afgestemd om regelgevende concurrentie en concurrentievervalsing tegen te gaan. Sinds eind 2010 is het dekkingsniveau voor de gehele Europese Unie vastgesteld op € 100.000. Elk land moet die garantie zelf kunnen waarmaken. Verder is de uitbetalingstermijn aan depositohouders verkort van drie maanden naar maximaal 20 werkdagen.

## Doel
De reden dat het stelsel van toepassing is op banken is dat deze kunnen worden geconfronteerd met een snelle opname van tegoeden (bankrun). Het doel van het stelsel is hierbij tweeledig:
- het voorkomen dat een bankrun optreedt en
- het beschermen van houders met een relatief klein deposito indien een bank failleert.

Het depositogarantiestelsel is niet van toepassing op verzekeraars, dus het beschermt geen "spaartegoeden" in de vorm van kapitaalverzekeringen, lijfrenten, pensioenen, en dergelijke, omdat een situatie als bovengenoemd bij een verzekeraar niet in dezelfde mate kan optreden, aangezien bij verzekeraars meestal sprake is van langlopende wederzijdse verplichtingen. Het is wel van toepassing op tegoeden in het kader van banksparen.

## Situatie in Nederland
Voor volledige zekerheid mag het tegoed, inclusief de bijgeschreven rente en de opgebouwde, maar nog niet bijgeschreven rente, niet meer dan €100.000 zijn.

### Geschiedenis
De Nederlandse Wet op het financieel toezicht werd van kracht op 1 januari 2007. Daarmee verviel de Collectieve Garantieregeling (met een dekking van € 20.000)  en het Besluit van 12 oktober 2006, houdende regels met betrekking tot verscheidene bijzondere prudentiële maatregelen, het beleggerscompensatie- en het depositogarantiestelsel op grond van de Wet op het financieel toezicht (Besluit bijzondere prudentiële maatregelen, beleggerscompensatie en depositogarantie Wft).
Sinds het in werking treden van de Wet op het financieel toezicht (1 januari 2007) is de bescherming als volgt geregeld:
- Tot oktober 2008:
  - De eerste € 20.000 was voor 100% gegarandeerd,
  - de volgende € 20.000 voor 90%;
  - effectief betekent dit bij een tegoed boven € 20.000 dat € 38.000 was gegarandeerd.
- Met ingang van oktober 2008 (tijdelijk):
  - De eerste € 100.000 is voor 100% gegarandeerd.
  - Deze regeling was in beginsel tijdelijk[4] maar werd – in afwachting van een Europees garantiestelsel – verlengd tot 31 december 2010.[5]
- De regeling is verlengd tot 1 juli 2013, daarna zal alleen de financiering anders zijn.

### Financiering (Nederland)

#### Ex post
In beginsel betalen de andere banken gezamenlijk het stelsel. Wanneer De Nederlandsche Bank (DNB) het depositogarantiestelsel in werking stelt, keert DNB die vergoedingen uit aan de depositohouders. Vervolgens worden deze vergoedingen omgeslagen over de overige deelnemende banken. Hiermee wordt het depositogarantiestelsel ex post gefinancierd: eerst na de inwerkingstelling van het depositogarantiestelsel wordt van de overige banken verlangd dat zij een bedrag betalen aan DNB.
Bij een faillissement van een van de grootste banken (een systeembank) zouden de bijdragen van de overige banken voor hen te zwaar te zijn. De overheid probeert mede daarom zo'n faillissement te voorkomen.

#### Ex ante
Op 30 maart 2012 heeft het Ministerie van Financiën een voorstel ingediend het garantiestelsel zodanig te hervormen dat het stelsel ex ante gefinancierd wordt, waarbij de bijdrages mede afhankelijk zijn van het risicoprofiel van de banken. De invoering is uitgesteld tot 1 juli 2013. Banken die dan een Nederlandse bankvergunning hebben betalen vanaf die datum bijdragen aan het depositogarantiefonds. Zij bouwen in beginsel in vijftien jaar tijd een fonds op met een omvang van 1% van de gedekte deposito’s. Dit fonds wordt beheerd door een stichting met de naam Stichting depositogarantiefonds. Ultimo september 2009 werd ongeveer € 390 miljard aan deposito’s gedekt door het depositogarantiestelsel, dit impliceert een fonds van circa € 4 miljard. Ex ante financiering heeft een aantal voordelen:
- De uiteindelijk faillerende bank betaalt mee aan het depositogarantiestelsel, iets dat onmogelijk is onder ex post financiering.
- De geloofwaardigheid voor de depositohouders wordt bevorderd: zij weten dat er daadwerkelijk geld wordt gespaard, zodat er meer zekerheid bestaat dat zij een vergoeding ontvangen.
- Het helpt in het spreiden van de kosten van het depositogarantiestelsel over de tijd; banken behoeven minder te betalen op het moment dat een bank daadwerkelijk failliet gaat.
- Het is effectiever om risicogedifferentieerde premies te hanteren, omdat zij vooraf al een sturende werking hebben.

Met betrekking tot het laatste punt worden de banken op basis van vier indicatoren ingedeeld in een risicocategorie. Afhankelijk van de uitkomst betaalt een bank een risico-opslag van 0%, 25%, 50% of 100% van het basisbedrag. Een bank wordt door DNB in een risicocategorie ingedeeld door een gewogen gemiddelde te berekenen van de volgende vier indicatoren: de risicogewogen activa gedeeld door de totale activa (gewicht: 50%), de totale activa gedeeld door het Tier 1-kapitaal (25%), totale liquiditeit gedeeld door de totale activa (12,5%) en de totale liquiditeit gedeeld door de niet-gedekte deposito’s (12,5%). Deze som is de risicoscore op basis waarvan DNB een bank in een risicocategorie indeelt. De individuele scores per bank zullen overigens niet bekend worden gemaakt.
De banken betalen al mee aan de vorming van de fonds. Per medio 2024 moet het fonds de voorgeschreven omvang bereiken, namelijk 0,8% van de gegarandeerde deposito's in Nederland ofwel een bedrag van ongeveer € 5 miljard. Mocht het komen tot een uitkering ten laste van het fonds dan is een aanvulling noodzakelijk. Dit kan door betalingen uit de boedel van de failliete bank en door bijdragen van de banken.
De middelen in het depositogarantiefonds worden zeer veilig belegd, tegen een laag krediet-, rente-, en operationeel risico, zonder valutarisico en met hoge liquiditeit. Hierbij valt te denken aan tegoeden bij DNB en waardepapieren, luidende in euro, uitgegeven door een lidstaat van het eurogebied, met een looptijd of resterende looptijd van ten hoogste twee jaar en die snel verkocht kunnen worden. Aandelen behoren niet tot deze groep van waardepapieren.
Tijdens de behandeling werd nog geïnformeerd naar de mogelijkheid een maximale dekking van € 100.000 te halveren. Deze dekking is binnen EU verband vastgelegd en lidstaten kunnen daar niet van afwijken. Uit onderzoek van 2007 blijkt dat bij een dekking van € 50.000 87% van de depositos in Nederland volledig is gedekt en dat stijgt naar 94% bij een dekking van € 100.000.

### Beschermde personen en instellingen
Het depositogarantiestelsel beschermt naast natuurlijke personen ook rechtspersonen, maar per rechtspersoon voor geen hoger maximum dan per natuurlijk persoon (zie boven). Het stelsel beschermt ook Nederlanders en buitenlanders die bij een buitenlandse vestiging van een Nederlandse bank een tegoed hebben.

### Tegoeden
Het gaat om tegoeden op betaal- en spaarrekeningen, en die in de vorm van obligaties op naam, inclusief de nog niet bijgeschreven rente tot het moment waarop de bank niet meer aan zijn verplichtingen kan voldoen. 
Er wordt geen rente vergoed vanaf dat moment tot het moment van uitkering.
Het depositogarantiestelsel is onder meer niet van toepassing op:
- deposito’s van depositohouders die zich niet hebben geïdentificeerd overeenkomstig artikel 4, eerste lid, van de Wet ter voorkoming van witwassen en financieren van terrorisme
- instrumenten die vallen onder de definitie van eigen vermogen in de zin van de verordening kapitaalvereisten[12]

Achtergestelde deposito's vallen daarom in het algemeen niet onder het depositogarantiestelsel. Echter, in het geval van DSB Bank heeft het College van Beroep voor het bedrijfsleven anders beslist: de achtergestelde deposito’s van DSB vallen er wel onder, omdat ze in enkele bijzondere gevallen buiten het geval van liquidatie van de bank vervroegd opeisbaar waren, en om die reden niet mochten worden beschouwd als behorend tot het garantievermogen van de bank. Dit wordt niet anders indien de bank bij het aanbieden van de deposito's de klanten erop gewezen heeft dat ze niet onder het depositogarantiestelsel zouden vallen, en ook niet door het feit dat DNB ze destijds gekwalificeerd heeft als lager aanvullend (“Lower Tier 2”) vermogen.
Schulden (van de klant) worden zo veel mogelijk verrekend met deze tegoeden. Resteert een tegoed dan wordt de vergoeding daarop gebaseerd.
Deze bedragen gelden per (rechts)persoon, voor alle bankrekeningen tezamen die iemand bij alle betreffende banken heeft die onder dezelfde vergunning vallen. Sommige banken zijn een dochter van een andere bank. De dochterbank kan een eigen vergunning hebben, maar de dochter kan ook gebruikmaken van de vergunning van de moederbank (voorbeeld MoneYou, dochter van de ABN AMRO). Als men zijn spaargeld verdeelt over meerdere bankrekeningen bij verschillende banken met verschillende bankvergunningen (bijvoorbeeld om per bankvergunning niet boven het gegarandeerde maximum uit te komen of om te voorkomen dat men, indien een bank omvalt, tijdelijk niet bij het hele spaartegoed kan) kan men bij fusie van deze banken hier toch boven komen. Dit knelt vooral als het geld niet vrij opneembaar is. De actuele lijst van banken met eigen vergunning is te raadplegen op de website van de Autoriteit Financiële Markten.

### Procedure
Wanneer een in Nederland gevestigde bank failliet gaat, zal DNB via de grote dagbladen rekeninghouders oproepen een verzoek tot terugbetalen in te dienen. Dit moeten de rekeninghouders binnen vijf maanden na publicatie doen. Binnen 15 werkdagen na de openstelling van het garantiestelsel, alleen in uitzonderlijke gevallen eenmalig te verlengen met maximaal 10 werkdagen, krijgen de rekeninghouders in principe hun geld terug bij banken die volledig onder het Nederlandse garantiestelsel vallen.

### Financiële instellingen
De regeling is van toepassing als een onderneming is opgenomen in het register "Kredietinstellingen en financiële instellingen" dat uit hoofde van de Wft door De Nederlandsche Bank wordt bijgehouden.
Onder het Nederlandse depositogarantiestelsel vallen in Nederland gevestigde instellingen in dit register waarbij onder "Financiële dienst" een van de volgende formuleringen staat:
- 'Uitoefenen van het bedrijf van bank met beleggingsdiensten (2:13 lid 1)'
- 'Uitoefenen van het bedrijf van bank of elektronisch geldinstelling (2:12 lid 1)'

Indien in dit register is vermeld dat een (Nederlandse) bank een vergunning heeft op grond van artikel 2:11 van de Wft, dan is het depositogarantiestelsel in beginsel van toepassing op deze bank. Heeft een rekeninghouder een betaal- of spaarrekening bij een Nederlands bijkantoor van een bank die is gevestigd in een andere lidstaat van de Europese Economische Ruimte (EER) of bij een bank die is gevestigd in een land buiten de EER, dan is het Nederlandse garantiestelsel niet van toepassing maar het garantiestelsel van de lidstaat waar die bank is gevestigd. Binnen de EER is het minimale garantiebedrag € 50.000. Lidstaten kunnen deze grens individueel verhogen tot € 100.000.
Er zijn banken met verschillende handelsnamen. Banktegoeden bij die handelsnamen vallen dan onder hetzelfde garantiebedrag.
De Nederlandse banken waar particulieren kunnen sparen zijn (met tussen haakjes voorbeelden van andere handelsnamen):
- ABN AMRO Bank N.V. (ook ABN AMRO MeesPierson)
- Achmea Bank N.V. (ook Centraal Beheer)
- Aegon Bank N.V. (ook KNAB en Spaarbeleg), dit wordt ASR Nederland, die de Nederlandse activiteiten van AEGON overneemt
- Anadolubank Nederland N.V.
- ASN Bank, voorheen de Volksbank N.V. (SNS, RegioBank)
- Ayvens Bank N.V., voorheen LeasePlan Corporation N.V. (LeasePlan Bank)
- Brand New Day Bank N.V.
- bunq B.V.
- Cooperatieve Rabobank U.A.
- Demir-Halk Bank (Nederland) N.V.
- GarantiBank International N.V.
- ING Bank N.V.
- Nationale-Nederlanden Bank N.V.
- Nexent Bank N.V., voorheen Credit Europe Bank
- NIBC Bank N.V.
- Triodos Bank N.V.
- Van Lanschot Kempen Wealth Management N.V.
- Yapi Kredi Bank Nederland N.V.

en de groenbanken:
- ABN AMRO Groenbank B.V.
- ING Groenbank N.V.
- Rabo Groen Bank B.V.

#### Gelddeel van een beleggingsrekening
Het depositogarantiestelsel geldt ook voor het gelddeel van een beleggingsrekening bij een bank. Bij andere beleggingsrekeningen wordt het gelddeel soms ondergebracht bij een bank:
- Beleggingsonderneming BUX: geld dat overgemaakt wordt naar BUX wordt binnen 3 dagen ondergebracht bij ABN AMRO Clearing Bank N.V., die een eigen bankvergunning heeft. Het geld in transit valt echter niet onder het depositogarantiestelsel.[17]
- DEGIRO brengt het gelddeel onder bij de Duitse bank Flatexdegiro Bank AG, waardoor dat valt onder het Duitse depositogarantiestelsel.

#### Toekomst
Aanhangig is de Wijziging van enkele belastingwetten en enige andere wetten (Fiscale verzamelwet 2024), waarvan Artikel I, onderdeel D bepaalt dat groenfondsen die worden gehouden en beheerd door vergunninghoudende banken in Nederland, kunnen worden  ontslagen van de verplichting tot het hebben van een eigen bankvergunning. Het depositogarantiestelsel biedt de garantie van € 100.000 dan slechts voor het gecombineerde saldo van spaargeld in het groenfonds en bij andere rekeningen van dezelfde bank. Naar verwachting zal per 1 juli 2024 ABN AMRO Groenbank B.V. ophouden als zelfstandige bank te bestaan en onderdeel worden van ABN AMRO Bank N.V.

### Kritiek
De econoom Wim van den Goorbergh heeft erop gewezen dat het niet nodig is vele miljarden over te hevelen naar een extern fonds en dat dit ook ongewenst is in een tijd waarin verhoging van de solvabiliteit van banken geboden is. De verandering van risicocategorie door DNB zal niet verborgen blijven en daarmede de bank in problemen kunnen brengen. Ook de Rabobank heeft kritiek op het stelsel, aangezien hierdoor banken die een hoge spaarrente aanbieden de daarbij horende risico's afwentelen op andere banken en hun klanten. Ook bestaat het gevaar dat het faillissement van een grote bank de andere banken zoveel kost dat sommige daarvan ook failliet gaan. Een van de voorgestelde remedies is de oprichting van een fonds waaraan banken of hun klanten moeten bijdragen, en wel meer naarmate de kredietwaardigheid van de bank lager is.
De commissie-De Wit heeft begrip voor de verhoging van het garantiebedrag van het Nederlandse depositogarantiestelsel naar € 100.000 in "crisistijd". Echter, onder normale omstandigheden acht de commissie een dekking van € 100.000 een te hoog bedrag en raadt daarom aan om de dekking in Europees verband omlaag te brengen naar circa € 50.000.

### Faillissementen van banken
Sinds 1945:
- Amsterdam Trade Bank (ATB; 2022) - Depositogarantiestelsel (€ 100.000)
- DSB Bank (2009) - Depositogarantiestelsel (€ 100.000)
- Landsbanki/Icesave (2008; IJslandse spaargeldgarantie, met aanvullende Nederlandse garantie); (€ 100.000, waarvan een deel verhaald wordt op IJsland)
- Indonesische Overzeese Bank (2008) - Depositogarantiestelsel (€ 40.000 / € 38.000)
- Van der Hoop Bankiers (2005) - Collectieve Garantieregeling (€ 20.000)
- Amsterdam-American Bank (1982) - Collectieve Garantieregeling
- Tilburgsche Hypotheekbank (1981) - Collectieve Garantieregeling
- Teixeira de Mattos (bank) (1966) - nog geen garantieregeling

## Cyprus
Op Cyprus werd in maart 2013 een speciale eenmalige belasting (crisisheffing) overwogen op spaargeld (zie ook bankrun Cyprus en akkoord over steunpakket Cyprus), die min of meer afbreuk zou doen aan de geest van het depositogarantiestelsel; de afbakening tussen het risico op verlies van (een deel van) het tegoed (gedekt door de garantie) en het niet-gedekte risico van een onverwachte belasting (zoals deze crisisheffing, die onverwachter is dan de tot nu toe stabiele Nederlandse vermogensrendementsheffing) is niet zo duidelijk. Het plan is door het Cypriotische parlement afgewezen. Het uiteindelijke akkoord respecteert de grens van € 100.000.